# Wojciech Roszkowski
Wojciech Stefan Roszkowski este un om politic polonez, membru al Parlamentului European în perioada 2004-2009 din partea Poloniei.
1. ↑  Autoritatea BnF, accesat în 10 octombrie 2015
2. ↑  Deputații în Parlamentul European